# Fernando Franzolini
Fernando Franzolini (Udine, 26 febbraio 1840 – Udine, 4 luglio 1905) è stato un medico italiano.
È generalmente ricordato per la prima splenectomia in Italia seguita da guarigione con l’asportazione della milza ad un paziente di Paderno affetto da tumore.

## Biografia
Nato il 26 febbraio 1840 ad Udine, Franzolini si laureò nel 1863 a Padova con una tesi sulla casistica delle gonartropatie della clinica chirurgica. Nei due anni successivi ai risultati conseguiti, fu nominato primario del reparto di chirurgia. Nel 1877, dunque, gli fu affidato un caso di isteria collettiva di Verzegnis, per la cui risoluzione lavorò coadiuvato da Giuseppe Chiap.
All’inizio della sua carriera mostrò il suo eclettismo cimentandosi in molti campi, non solo della medicina, ma anche della sociologia e della filosofia. Una volta terminata la laurea, iniziò a praticare la professione di medico comunale a San Quirino di Pordenone e successivamente divenne medico dilettale a Sacile, luogo in cui contrasse il colera.
Il 29 agosto 1840, la deputazione amministrativa del centro liventino apriva un concorso per un posto di medico-chirurgo affinché fosse sostituito l’anziano dottor Antonio Gobbi. Dunque, il 30 giugno 1866, Franzolini e il collega Giuseppe Fabbroni proposero una suddivisione del territorio in frazioni comunali prestandosi in prima persona ad offrire servizio ai pazienti più indigenti nei reparti territoriali a ciascuno assegnati.
Franzolini era solito conoscere i progressi raggiunti dalla medicina, non solo mediante lo studio della medicina stessa, ma anche e soprattutto attraverso lo studio della letteratura e con i contatti personali che intratteneva con i colleghi veneti. È ricordato essere il primo ad introdurre in sala operatoria l’asepsi secondo Lister; ebbe il merito di adottare l’anestesia generale, ed inoltre fu un precursore della terapia intra-articolare prima dell’introduzione dei corticosteroidi. Raggiunse fama internazionale quando, il 20 settembre 1881, in una «sala d’operazioni di nuovo costruita e mai usufruita» con un intervento, seguendo pedissequamente le norme dell’asepsi listeriana e sotto anestesia generale con cloroformio, asportò ad una giovane di ventidue anni la milza affetta da un tumore che ne quintuplicava il volume. Si trattava della prima splenectomia eseguita con successo in Italia. Dopo l’intervento la paziente «fu collocata in un letto ben riscaldato, in stanza attigua, pure mai per lo innanzi abitata». Con un metodo definito da Franzolini stesso, il medico-chirurgo monitorò la conta dei globuli bianchi, il cui numero si normalizzò nel gennaio 1882 e, a distanza di un anno, la paziente fu dichiarata guarita.Con l’attività chirurgica ottenne numerosi successi, soprattutto per interventi in addome: asportazioni di calcoli vescicali, ovariectomie, isterectomie. Parallelamente alla attività chirurgica, fin da neolaureato, rivolse attenzione ad altri settori della medicina, in particolare di medicina legale, ma anche di igiene, di prevenzione e di freniatria. Circa la produzione scientifica attribuitagli, questa conta oltre quaranta lavori di argomenti diversi: dalla cura del colera, al tetano traumatico, al ruolo della medicina e della chirurgia, alla fisiologia della nutrizione. Franzolini rese pubbliche le sue intuizioni, pubblicando anche articoli divulgativi e si batté sempre in favore della scienza sperimentale e della libertà di pensiero, contro i luoghi comuni, l’ignoranza e la superstizione. Recentemente per il caso di Verzegnis, è stato ricordato in lavori letterari e radiofonici.

### Carriera
Nel 1867, Franzolini, ormai affermato chirurgo, approfittò della presenza a Sacile del prof. Vanzetti per mostrargli un paziente al quale due anni prima aveva trattato un aneurisma con un metodo messo a punto dal chirurgo suo maestro e che era terminato con la guarigione. Allo stesso modo, nel 1869 curò una bambina di 13 mesi affetta da tetano traumatico, con la tintura di fava del Calabar, ottenendone la completa guarigione.
Molteplici furono gli interventi chirurgici compiuti da Franzolini durante il soggiorno a Sacile, dei quali pubblicò, a vantaggio dei colleghi, dettagliate relazioni cliniche. Mise in atto l’asportazione di calcoli vescicali su un ingente numero di pazienti, in un’epoca in cui la mortalità post-operatoria era piuttosto elevata. In veste di medico-chirurgo effettuò inoltre autopsie, di cui fornì un puntuale resoconto: ad esempio, il 9 dicembre 1869 a Gaiarine, eseguì la necroscopia del cadavere di Angelo Soler. Il 17 marzo 1872, inoltre, fu nominato perito del consesso giudiziale, dunque si impegnò ad esaminare il corpo di Zandonà, ferito gravemente da una coltellata durante un litigio in un’osteria di Stevenà di Caneva.
In quanto chirurgo aggiornato sui progressi della disciplina medica e stabile assertore della verità, giudicava senza riserve la minima preparazione dei colleghi chiamati a soccorrere il ferito. Gli stessi avrebbero potuto salvare la vita del paziente effettuando la legatura dell’arteria: operazione «d’urgenza, non di lusso», introdotta da pochi decenni.

### Attività politica
Oltre che per il suo operato medico, Franzolini è ricordato per aver occupato posizioni di rilievo nella politica italiana. Intorno al 1867 si prodigò, innanzitutto, per porre fine alla piaga dell’analfabetismo, largamente diffuso sulla penisola, mediante l’istituzione di scuole comunali serali. L’anno successivo, in occasione del settimo congresso dell’Associazione Agraria Friulana,  tenutosi dal 13 al 15 settembre 1868, nella cittadina liventina, Franzolini partecipó in qualità di componente della commissione giudicatrice. Alla mostra presero parte proprietari terrieri, agronomi, imprenditori e filandieri tra i quali spiccano  alcuni nomi noti del panorama regionale della seconda metà dell’800, come Gherardo Freschi di Ramuscello, il pordenonese Valentino Galvani, Pietro Quaglia di Polcenigo, gli udinesi Valentino Ostermann e Fabio Beretta, che presentarono prodotti locali quali vino, olio, frutta, seta, ed attrezzi del settore agricolo.
Fu designato dal consiglio sanitario provinciale in qualità di esperto a valutare la gravità del caso di isteria collettiva di Verzegnis. Fu inoltre membro del Consiglio Scolastico Provinciale occupandosi di épidemie quali vaiolo, difterite e colera, motivo per il quale fu insignito della medaglia d’argento del Ministero dell’Interno nel 1888. Infine, ricordiamo la sua candidatura al consiglio del centro liventino, che purtroppo non si concluse con un epilogo positivo.

### Religione
Franzolini, agnostico e anticlericale, in nome della libertà di pensiero cercò sempre di scardinare i pregiudizi popolari e le superstizioni radicate soprattutto nel mondo rurale. In merito alla religione affermò: «ha spesso inspirato delle intelligenze, ma essa non le ha mai emancipate! Suo principio di educazione è l’autorità: suo mezzo l’obbedienza; suo scopo la virtù, la santità, ma non la libertà. E finalmente, la felicità che viene dalla fede sta bene al dissotto di quella che viene della convinzione della verità; questa pone tutte le nostre facoltà nel più perfetto e dolce accordo, quella mette i nostri sentimenti alle prese colla nostra ragione, ovvero la distrugge».

### Ultimi anni
Dopo il soggiorno a Sacile, Franzolini tornò nel capoluogo friulano. Qui gli venne conferito l’incarico di consigliere comunale e assessore nella prima giunta del sindaco di quel periodo, Gabriele Luigi Pecile. Tuttavia, le sue dimissioni arrivarono presto per via del suo carattere poco incline alla mediazione e all’ambiente amministrativo. Sfortunatamente, a causa di una dolorosa dermatite alle mani provocata da sostanze antisettiche, fu costretto ad abbandonare prematuramente l’attività chirurgica; questo evento nefasto rappresentò il primo segno di un violento declino professionale.
Trascorse gli ultimi anni di vita isolato, nella quiete forzata della sua casa, dove riprese gli studi di psicologia e sociologia, dando alle stampe altre pubblicazioni scientifiche. Morì improvvisamente a Udine il 4 luglio 1905; il funerale in linea con le sue ferme convinzioni, si svolse con il solo rito civile e il suo corpo venne cremato.

## Il caso di Verzegnis
Fernando Franzolini riporta, attraverso una relazione pubblicata nel maggio del 1879, notizie su una curiosa vicenda avvenuta a Verzegnis tra la primavera del 1878 e la metà dell’anno successivo. A Verzegnis, un piccolo comune situato nell’altipiano friulano, un gruppo di sette giovani donne riportò i sintomi di una profonda crisi isterica che in qualche modo si diffuse come un’epidemia e iniziò a manifestarsi anche in occasioni pubbliche, destando inevitabilmente l’attenzione sia della Curia arcivescovile, sia delle pubbliche autorità. Franzolini e l’amico e collega Giuseppe Chiap, protomedico provinciale, vennero incaricati dal Consiglio Sanitario Provinciale di effettuare delle indagini sul caso.
I due medici visitarono tredici malate di varie età, evidenziando sintomi ricorrenti in tutti i soggetti. Franzolini descrive i segni della malattia parlando di “isterismo nella sua più semplice manifestazione”; le malate, cioè, presentavano una forte emotività, senso di soffocamento (il cosiddetto “bolo isterico”), grida frequenti e deliri. La diagnosi, quindi, fu quella di isterismo, con l’aggiunta del termine “demonopatico”, ad indicare il carattere della malattia quasi blasfemo che aveva portato molte di queste donne a sottoporsi a pratiche esorcistiche.
Franzolini non si limitò a osservare i soggetti malati, ma svolse delle indagini su tutta la popolazione di Verzegnis, proprio per ricercare le cause eziologiche dell’insorgere della malattia. Le valutazioni vennero effettuate su un gruppo di 73 persone, 62 donne e 11 uomini, di cui vennero rilevate le condizioni generali di salute e studiati alcuni aspetti comportamentali. Arrivò alla conclusione che l’isterismo dipendesse, oltre che da una predisposizione individuale dei soggetti femminili, anche dai fattori sociali legati alla natura geografica del luogo. Verzegnis era un paese povero e isolato e la maggior parte dei suoi abitanti erano contadini: la popolazione era debole e superstiziosa. Le ipotesi sulla causa furono dunque molteplici: genitale, nervosa (probabilmente per malnutrizione) e fisica; ma egli considerò in queste analisi anche alcuni fattori che aveva rilevato durante il suo soggiorno in paese osservando direttamente la popolazione e i suoi comportamenti e che ritenne fondamentali per concludere il quadro già descritto: un eccesso di consanguineità, la diffusione di pratiche religiose e l’imitazione indotta dei comportamenti tra una malata e l’altra.
Nella relazione Franzolini scrive che le cure necessarie per curare le donne dovevano essere viaggi in luoghi salubri, ricoveri in ospedale e l’utilizzo di alcuni tipi di farmaci. Egli introdusse la necessità di una terapia morale, che il medico doveva praticare con simpatia e rispetto, per ristabilire l’emotività della paziente. Tuttavia, ritenne necessario intervenire dal punto di vista pubblico e sociale: era convinto che fosse dovere delle pubbliche autorità eliminare alcune delle cause scatenanti della malattia tramite interventi volti a contenere episodi di imitazione dei comportamenti isterici e riforme atte a migliorare le condizioni di vita del posto.
Franzolini si fa perciò portavoce del clima intellettuale e scientifico del suo tempo imponendo la razionalità della scienza sulle credenze religiose e sulle superstizioni, dimostrando di non essere solo un medico, o uno psichiatra, ma anche un valido studioso dei comportamenti umani e sociali.

## Pubblicazioni negli anni Sacilesi
Nel periodo sacilese Franzolini contribuì consistentemente alle pubblicazioni. Riguardavano patologie, terapie specifiche e la messa in atto di riforme igieniche. In altri scritti, l’autore sostiene apertamente il movimento filosofico positivista, che «ricorre solo alla dimostrazione calma, scientifica, disinteressata, ed altro non reclama che il beneficio delle leggi che egli ha scoperto, e della legittima applicazione loro agli interessi dell’Umanità».
-Tetano traumatico in bambina guarito colla fava del calabar: relazione clinica del dottore Fernando Franzolini medico chirurgo in Sacile, Padova, Stab. di P. Prosperini, 1869
-Tetano traumatico curato senza successo colla fava del calabar e col cloralio del dottore Fernando Franzolini, Padova, Stab. di P. Prosperini, 1871
-Ferita penetrante del torace con lesione del polmone: cura, aspettativa, guarigione pronta e perfetta: relazione clinica del dottore Fernando Franzolini, Padova, R. Stab. di P. Prosperini, 1872
-La toilette e l’igiene. Bozzetti medico-sociali per la donna Fernando Franzolini, Pordenone, Tipografia Antonio Gatti, 1872
-La chirurgia nei suoi rapporti colla scienza medica: considerazioni del d.r Fernando Franzolini, Padova, Stab. di P. Prosperini, 1873
-La chirurgia a domicilio e l’igiene considerazioni del dott. Fernando Franzolini, Udine, Tipografia di Gio.Batt. Doretti e soci, 1874
-Contributo alla storia delle applicazioni dell’acido fenico in terapia chirurgica pel dott. Fernando Franzolini, Venezia, Tip. Grimaldo e C., 1875
-Vaccinazione e rivaccinazione: conferenza storica popolare pel dott. Fernando Fran- zolini, Udine, Tipografia di Gio.Batt. Doretti e soci, 1875
-Relazione chirurgica sopra ventidue operazioni per pietra in vescica senza mortalità e presentazione dei calcoli estratti fatta alla Società di scienze mediche di Conegliano dal s.o. dott. Fernando Franzolini di Sacile, s.l., s.n., 1876